# مبرهنة بريتشنايدر

رباعي أضلاع

في الهندسة الرياضية، تنص مبرهنة بريتشنايدر على العلاقة التالية في مساحة رباعي الأضلاع،
{\displaystyle {\text{area}}={\sqrt {(T-p)(T-q)(T-r)(T-s)-pqrs\cos ^{2}{\frac {A+C}{2}}}}.}
حيث p, q, r وs هي أضلاع رباعي الأضلاع، T نصف المحيط، وA وC هي زاويتين متقابلتين.
تصلح هذه العلاقة لأي رباعي أضلاع سواء كان رباعي دائري أم لا.
اكتشف عالم الرياضيات الألماني كارل أنتون بريتشنايدر [الإنجليزية] الصيغة في عام 1842. وقد اشتق الصيغة أيضًا في نفس العام من قبل عالم الرياضيات الألماني كارل جورج كريستيان فون شتاوت.

## وصلات خارجية
- إيريك ويستاين، Bretschneider's formula، ماثوورلد Mathworld (باللغة الإنكليزية).